# Качество данных

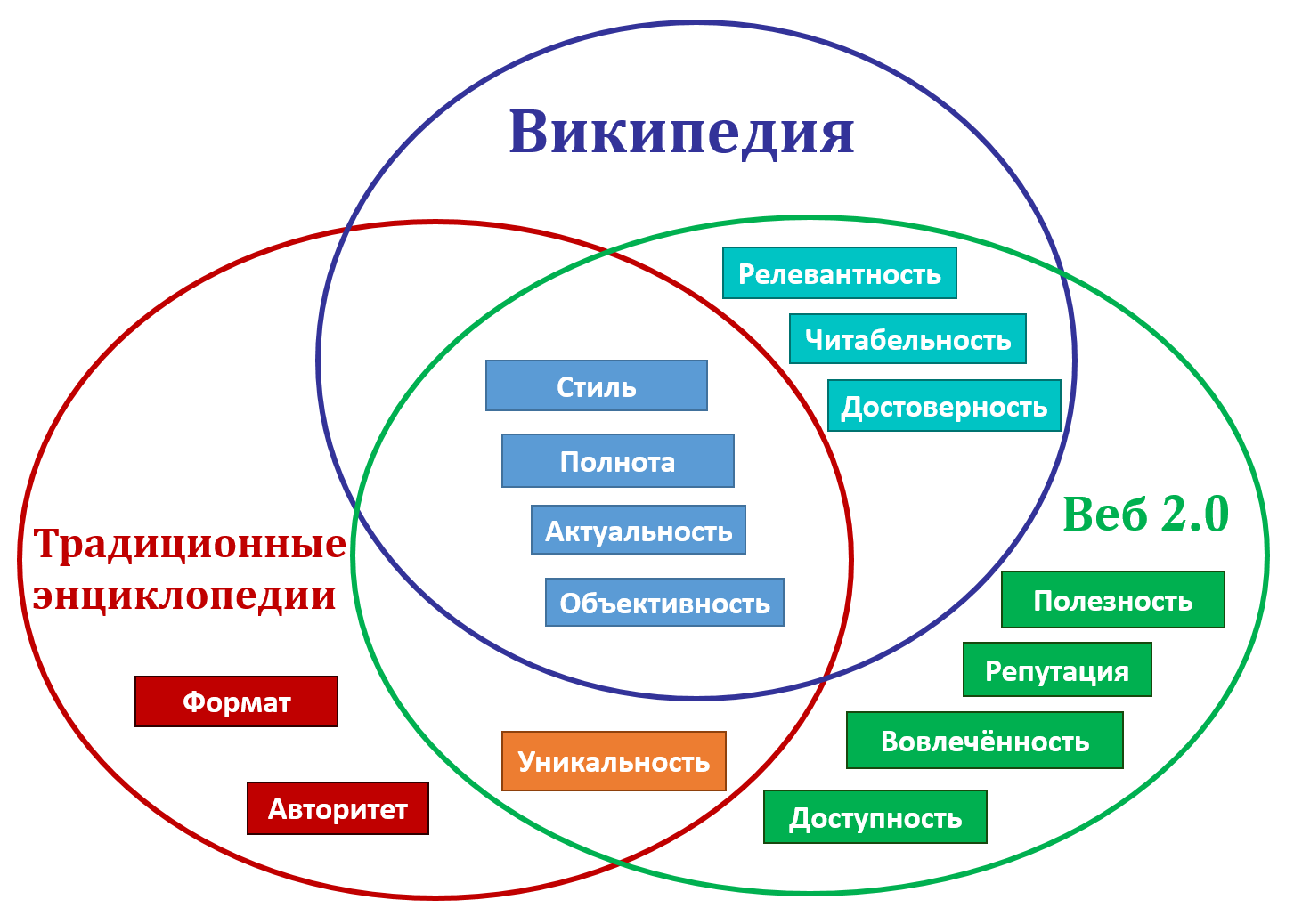
Измерения качества традиционных энциклопедий, Википедии, Веб 2.0

Качество данных — характеристика, показывающая степень пригодности данных к использованию.
Понятие также может относиться к состоянию набора значений качественных или количественных переменных. Существует много определений качества данных, но данные обычно считаются высококачественными, если они «пригодны для предполагаемого использования в операциях, принятии решений и планировании». Согласно другому подходу, данные считаются высококачественными, если они правильно представляют события или объекты реального мира, к которым эти данные относятся.